# ۳۲۷ (میلادی)
۳۲۷ (میلادی) سیصد و بیست و هفتمین سال تقویم میلادی است.

## درگذشتگان
‎